# От устройство към устройство
Комуникацията от устройство към устройство (на английски: Device-to-device, D2D) в клетъчните мрежи се дефинира като директна връзка между двама мобилни потребители без преминаване през базовата станция (БС) или основната мрежа. Комуникацията D2D обикновено е непрозрачна за клетъчната мрежа и може да се осъществи на клетъчните честоти (т. е. в лентата) или нелицензиран спектър (т. е. извън лентата).
В традиционната клетъчна мрежа всички комуникации трябва да преминават през БС, дори ако комуникиращите страни са в обхват за базирана на близост директна връзка. Комуникацията чрез БС е подходяща за конвенционални мобилни услуги с ниска скорост на данни, като гласови повиквания и текстови съобщения, при които потребителите рядко са достатъчно близо за директна комуникация. Въпреки това, мобилните потребители в днешните клетъчни мрежи използват услуги с висока скорост на предаване на данни (напр. споделяне на видео, игри, социални мрежи, съобразени с близостта), в които потенциално биха могли да бъдат в обхват за директни комуникации (напр. D2D). Следователно директните връзки в такива сценарии могат значително да увеличат спектралната ефективност на мрежата. Предимствата на комуникациите „от устройство към устройство“ надхвърлят спектралната ефективност; те потенциално могат да подобрят производителността, енергийната ефективност, забавянето и справедливостта.

## Доставка на данни при некооперативна директна връзка
Съществуващите протоколи за доставка на данни в директните комуникации основно предполагат, че мобилните възли доброволно участват в доставката на данни, споделят своите ресурси един с друг и следват правилата на основните мрежови протоколи. Въпреки това рационалните възли в сценарии от реалния свят имат стратегически взаимодействия и могат да действат егоистично по различни причини (като ограничения на ресурсите, липса на интерес към данни или социални предпочитания).
Например, ако даден възел има ограничени ресурси на батерията или цената на честотната лента на мрежата, предоставена от мобилните мрежови оператори, е висока, той няма да препредава доброволно данни за други, докато не бъдат предоставени подходящи стимули. Междувременно злонамерените възли могат да атакуват мрежата по различни начини, за да нарушат нормалната работа на процеса на предаване на данни. Противникът, например, може да изпусне получените съобщения, но да създаде фалшиви показатели за маршрутизиране или невярна информация с цел да привлече повече съобщения или да намали вероятността за откриване. Този проблем става по-предизвикателен, когато сговорни нападатели повишават своите показатели, за да измамят системите за откриване на атаки. Работата с некооперативни мобилни възли е много предизвикателна поради модела на разпределената мрежа и периодичния достъп на възлите до централните органи.

## Приложение на директната връзка
1. Локални услуги: В локалния случай потребителските данни се изпращат и получават директно между терминалите, без да се засяга мрежовата страна, като приложения за социални мрежи, базирани на услуга за близост.
2. Спешна комуникация: В случай на природни бедствия като урагани, земетресения и др., традиционната комуникационна мрежа може да не работи поради причинените щети. В този случай спешна комуникация може да се установи чрез D2D.
3. В комбинация с Интернет на нещата: Комбинирането на D2D с Интернет на нещата (IoT) създава една наистина взаимосвързана безжична мрежа. Например разширенията IoT, базирани на директната връзка, позволяват комуникация от превозно средство (V2V) в Интернет на превозните средства (IoV). При високи скорости превозното средство може бързо да взаимодейства със съседните превозни средства чрез директна връзка, преди да смени платното или да намали скоростта. [4]